# Crenaia, la ninfa del torrente Dargle
Crenaia, la ninfa del torrente Dargle (Crenaia, the Nymph of the Dargle) è un dipinto a olio dell'artista inglese Frederic Leighton, realizzato ed esposto per la prima volta nel 1880. Si trova attualmente nella collezione privata di Juan Antonio Pérez Simón, in Messico.

## Storia
Leighton aveva visitato l'Irlanda per dipingere un paesaggio nell'estate del 1874, e forse in altre occasioni negli anni 1870. Fu durante una visita alla magione del suo amico irlandese Mervyn Wingfield, visconte di Powerscourt, che questi gli commissionò un quadro per la sua casa situata a Powerscourt, in una valle vicino a Enniskerry circondata dai monti Djouce e attraversata dal fiume Dargle, un torrente che aumenta il proprio flusso tra War Hill e Tonduff; dopo aver formato una cascata di oltre 120 metri a Powerscourt scorre fino al mare d'Irlanda, a Bray. Leighton, pensando al torrente che attraversava la temuta, lo immaginò abitato da una ninfa bellissima sempre accarezzata dalle acque del Dargle.
Il dipinto, adesso noto come La ninfa del Dargle, venne esposto all'accademia reale d'arte nel 1880 con il titolo Crenaia. Frederic George Stephens, che scriveva per The Athenæum, era entusiastico sul dipinto quando venne esposto:
(Frederic George Stephens, "The Royal Academy. (First Notice)" su The Athenæum, n. 2740. p. 572, 1 maggio 1880)
L'opera venne acquisita assieme ad altre opere di Leighton dal visconte di Powerscourt, e attualmente è posseduta dall'impresario multimilionario di origine spagnola, ma cresciuto in Messico, Juan Antonio Pérez Simón, un collezionista che possiede una delle migliori collezioni private di arte vittoriana al mondo.

## Descrizione
Nella mitologia greca, Cranae o Crenaia (in greco antico: Κρανάη?, letteralmente "pietrosa") era, assieme alle sorelle Attide e Cranecme, una delle tre dee delle rocce, dei promontori e delle scogliere.
Il quadro raffigura una piccola figura intera che si rivolge verso lo spettatore; il fiume Dargle scorre lungo la tenuta di Powerscourt e forma le cascate che qui sono rappresentate nello sfondo, da cui il nome. La figura in piedi è notevole per i suoi tratti irlandesi: Leighton prese come modella per quest'opera Dorothy Dene. Edgcumbe Staley la definisce la "meno eclettica di tutte le bellezze femminili di Leighton". Il suo incarnato è pallido; le sue braccia sono incrociate pudicamente sul petto, in un atteggiamento quasi mistico. Ella è quasi nuda, e il drappeggio che possiede ha un color crema.
Per quest'opera Frederic Leighton prese come modella Dorothy Dene, che aveva incontrato pochi mesi prima e che era diventata la sua modella preferita.